# Psychotria cephalidantha
Psychotria cephalidantha är en måreväxtart som beskrevs av Karl Moritz Schumann. Psychotria cephalidantha ingår i släktet Psychotria och familjen måreväxter. Inga underarter finns listade i Catalogue of Life.